# Park Forest (meteoryt)
Park Forest – meteoryt kamienny należący do chondrytów oliwinowo-hiperstenowych L5, które spadły 26 marca 2003 roku w postaci deszczu meteorytowego głównie miejscowości Park Forest w stanie Illinois. Przed upadkiem meteorytu, jego przelot widoczny był w postaci jasnego bolidu w stanach Illinois, Indiana, Wisconsin i Ohio. Na miejscu spadku pozyskano materiał meteorytowy o łącznej masie około 18 kg, a największy okaz ważył 3 kg.